# Crkva sv. Jerolima u Kaštel Gomilici sa župnom kućom
Nova crkva sv. Jerolima je rimokatolička crkva u Kaštel Gomilici, Grad Kaštela, na adresi ul. Eugena Kvaternika 8.

## Opis
Župna crkva Sv. Jerolima sa župnom kućom u Kaštel Gomilici sklop je građen 1914. od pravilnih klesanaca. Crkva je jednobrodna građevina pravokutnog tlocrta s poligonalnom apsidom. Na zapadnoj strani uz prezbiterij je podignut zvonik koji se pri vrhu otvara lukovima i poligonalnom lanternom sa stožastim završetkom. Na istočnoj strani crkve, uz apsidu, izgrađena je sakristija pravokutnog tlocrta. Glavni portal ima zabat na čijem su krajevima figure sv. Jerolima i sv. Mihovila. Poviše portala je rozeta. Brod crkve se u interijeru otvara arkadama na tri bočne kapele s oltarima. Župna kuća je dvokatnica L-tlocrta. Pokrivena je dvostrešnim krovom. Pročelje je rastvoreno nizom pravokutnih prozora.

## Zaštita
Pod oznakom Z-3585 zavedena je kao nepokretno kulturno dobro - pojedinačno, pravna statusa zaštićena kulturnog dobra.